# Generációs szakadék programtervezési minta
A számítógép-programozásban a generációs szakadék egy programtervezési minta. Lényege, hogy elkülöníti a generált kódot a kézzel írottól, mivel az újragenerálás miatt elveszhet a kézzel írott tartalom. Erre akár minden fordításkor is sor kerülhet. John Vlissides javasolta, hogy ehelyett örököljünk a generált kódból, és abba vezessük be a módosításokat.
Amikor Vlissides javasolta a mintát, akkor a Java még egy új nyelv volt. Javában és C#-ban interfészeket szokás generálni, amiket kézi kóddal valósítanak meg. C++-ban például a Qt generál további fájlokat a jelekkel (signals) és slotokkal kommunikáló osztályokhoz.